# Constitutions de Melfi
Les constitutions de Melfi ont été instaurées par l'empereur Frédéric II le 1er septembre 1231 pour le royaume de Sicile. Admirateur d'Auguste, Frédéric II Hohenstaufen, avec l'aide de son chancelier Pierre des Vignes, rédigea un code de lois nommé Liber augustalis. Ce code de lois est promulgué en 1231 dans le château de Melfi, d'où le nom de « constitutions de Melfi ». 

## Historique
Les constitutions de Melfi sont une réforme des Assises de Capoue données en 1220, elles-mêmes réformant les Assises d'Ariano données par son grand-père Roger II en 1140. 
Plus que l'empereur Frédéric II lui-même, l'auteur des constitutions est son chancelier Pierre des Vignes, même si l'influence de l'archevêque de Capoue Giacomo Amalfitano est notable. Elles furent immédiatement réprouvées par le pape Grégoire IX, car elles mettaient en place une législation en dehors et contre celle de l'Église. 
Cette constitution, héritière des lois siculo-normandes, puisque 61 des 161 lois qu'elle contient sont d'origine normande, est inspirée par le droit romain et la loi canonique. 
Instaurant l'idée d'une sainteté de l’État, elles font de la contestation du pouvoir impérial une sorte d'hérésie. Ainsi, le pouvoir est concentré dans les mains de l'empereur, conseillé par un gouvernement, la Magna Curia. Le pouvoir judiciaire repose sur les fonctionnaires royaux. Le Parlement, où siègent barons, prélats et délégués des grandes cités, n'a pas de pouvoir législatif ni même de prérogatives consultatives ou de contrôle. 
Souhaitant une rationalisation du fonctionnement de l'État, Frédéric instaura une centralisation et une organisation bureaucratique de l'État, ainsi qu'une standardisation des procédures judiciaires en direction de tous les citoyens, tous égaux devant la loi. L'empereur nomme tous les fonctionnaires pour un an renouvelable, les justiciers ne pouvant administrer leur région d'origine. 
Le Liber augustalis organise un système sanitaire moderne et introduisent des réformes économiques, à travers le contrôle des transports, des ports et des marchés, la limitation de la pratique de l’usure aux seuls juifs, la normalisation des poids et mesures, et l'abaissement des taxes.
Les constitutions de Melfi resteront longtemps appliquées, et considérées comme l'une des premières expressions d'un État moderne.